# Тахо
Тахо (ісп. Tajo, також Тежу порт. Tejo, Таг лат. Tagus) — найбільша річка на Піренейському півострові. Протікає територією Іспанії та Португалії. Бере початок на Серра-де-Альбаррасін, Іспанія. Протікає через іспанські провінції Арагон, Кастилія — Ла-Манча, Мадрид та Естремадура. Далі частина річки формує португальсько-іспанський кордон. Впадає в Атлантичний океан в районі Лісабона, Португалія. Загальна довжина — 1008 км; з них 716 км в Іспанії, 47 км на іспансько-португальському кордоні, 275 км на теренах Португалії. Площа басейну річки — 80600 км². Найбільші міста, розташовані на річці, — іспанське Толедо та португальський Лісабон. В Іспанії називається Та́хо (ісп. Tajo); в Португалії — Те́жу (порт. Tejo). Подвійна назва річки переважно позначена на географічних картах.

## Назва
- Таг (лат. Tagus; грец. Τάγος, Tágos[3]) — римська назва. За повідомленням Сілія Італіка назва річки походить від імені іберійського царя Тага, вождя племені олкадів, якого жорстоко убив карфагенський полководець Гасдрубал Барка[4].
- Та́хо (ісп. Tajo; МФА: [ˈtaxo]) — іспанська назва.
- Те́жу (порт. Tejo; МФА: [ˈtɛʒu], [ˈtɐj.ʒu][5]) — португальська назва.

## Опис
У верхній і середній течії перетинає плоскогір'я Месета. Долина каньйоноподібна, русло порожисте. У нижній течії виходить на Португальську низовину, впадає в Атлантичний океан, утворюючи естуарій.

### Режим
Живлення переважно дощове. Взимку і навесні часто бувають повені, влітку міліє.

### Притоки
- Ібор
- Алагон
- Альмонте
- Гуадаррама
- Харама

## Історія
У ХІІ—ХІІІ століттях в португальській частині Тежу існувала так звана Тазька лінія — мережа укріплень, створена тамплієрами вздовж річки для захисту північних християнських земель від маврів.

## Господарство
Річка багата на електроенергію. Вздовж течії створено ряд ГЕС:
- ГЕС Фрател
- ГЕС Белвер
- ГЕС-ГАЕС Боларке
- ГЕС Асутан
- ГЕС-ГАЕС Вальдеканьяс
- ГЕС-ГАЕС Торрехон
- ГЕС Седильо

### Мости
- 4 квітня 1998 року через Тежу в районі міста Лісабон був відкритий міст Вашку да Гама — найдовший міст в Європі. Його довжина становить 17,2 км, з них 10 км проходять над гирлом Тежу.